# Plan (film 2009)
Plan – polski film krótkometrażowy (45 min).
Film jest prostą historią o przyjaźni, łączy elementy komedii i filmu obyczajowego. Akcja rozgrywa się współcześnie. W role bohaterów wcielili się aktorzy niezawodowi.

## Obsada
- Paweł Bigaj – Jurek
- Edward Czaja Gerard – Cmokiewicz
- Adam Gładyszek – Bogdan
- Waldemar Kaczorowski – Roman Prykowski
- Roman Michniewicz – Marian

## Nagrody
- Wyróżnienie Honorowe, Konkurs Kina Niezależnego - Festiwal Polskich Filmów Fabularnych, Gdynia 2010
- Wyróżnienie za najlepszy casting, Konkurs Kina Niezależnego - Festiwal Filmów Komediowych, Lubomierz 2010
- Brązowa Kanewka, Festiwal Kina Amatorskiego i Niezależnego KAN, Wrocław 2010
- Międzynarodowe Forum Niezależnych Filmów Fabularnych, Warszawa 2010
- Bronze Palm Award, Mexico International Film Festival, Woodland Hills 2010
- Denali Award, Alaska International Film Awards, 2010
- Wyróżnienie, Ogólnopolskie Spotkania Filmowe „Kameralne Lato”, Radom 2010
- Srebrny Pasikonik, Festiwal Po Godzinach, Kraków 2009
- Dyplom Honorowy, Nowohucki Festiwal Filmowy 2009